# Borkówka (Brzozów)
Borkówka (Porkówka, Porchówka w 1552) – część miasta Brzozowa w Polsce, położona w województwie podkarpackim, w powiecie brzozowskim, w gminie Brzozów
Dawniej wieś.
Wieś lokowana na prawie niemieckim w 2. połowie XVI wieku, ziemia sanocka. 
Mieszkała tu Anna Kajtochowa (z domu Nogaj) – krakowska pisarka.

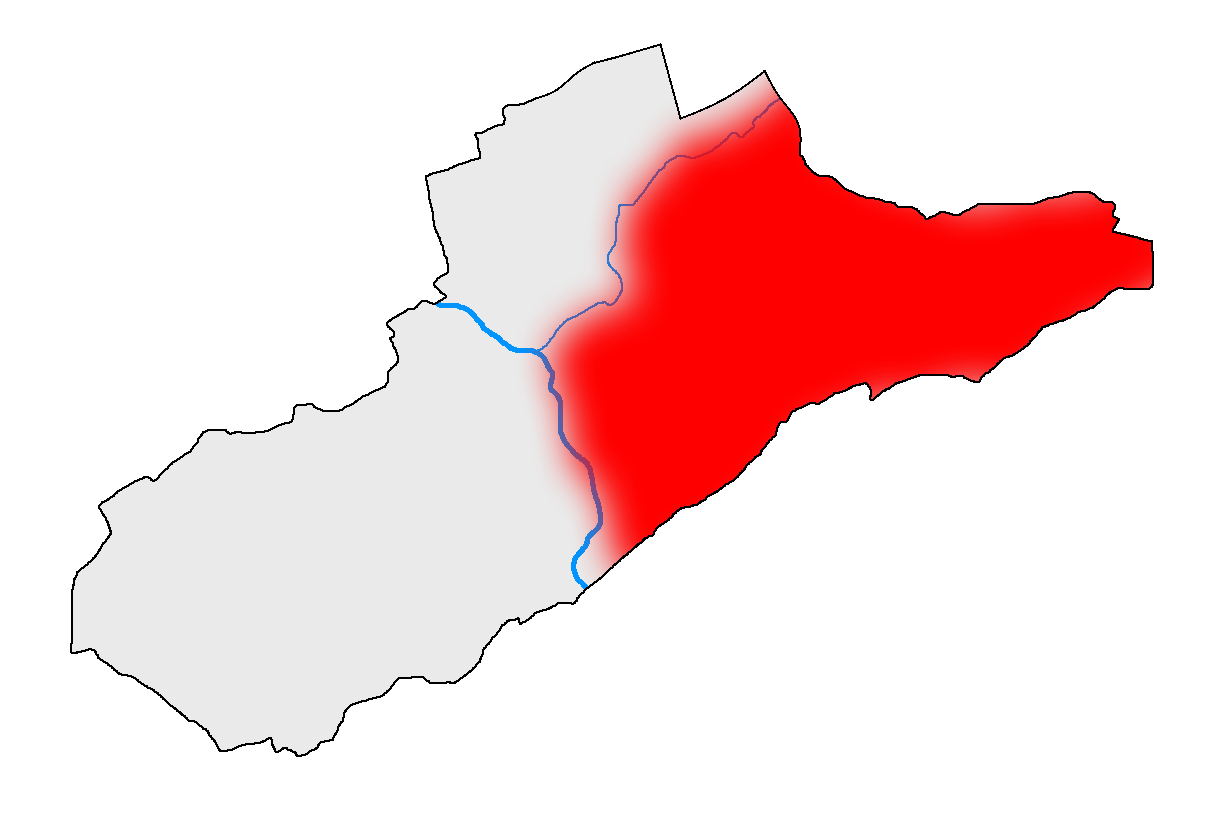
Położenie Borkówki na planie Brzozowa